# Proborhyaena gigantea
La proboriena (Proborhyaena gigantea) è un mammifero metaterio estinto, appartenente agli sparassodonti. Visse nell'Oligocene inferiore (circa 33 milioni di anni fa) e i suoi resti fossili sono stati ritrovati in Sudamerica. È considerato il più grande degli sparassodonti.

## Descrizione
Questo animale doveva avere dimensioni gigantesche: il solo cranio poteva raggiungere i 40 centimetri di lunghezza e l'animale intero potrebbe essere stato grande quanto un grosso orso attuale. Si suppone che Proborhyaena possa aver raggiunto i 600 chilogrammi di peso. Era un animale possente, probabilmente dotato di un corpo robusto e massiccio. Il cranio era dotato di un muso corto e alto, e i suoi denti caniniformi erano a forma di sciabola, anche se non sviluppati quanto quelli del successivo Thylacosmilus. I canini, al contrario di quelli di Thylacosmilus che presentavano una sezione "a mandorla" e un margine affilato, erano a sezione ovoidale e quindi dovevano essere molto più robusti. Come i tilacosmilidi, Proborhyaena possedeva un solo paio di incisivi inferiori.

## Classificazione
Proborhyaena gigantea venne descritto per la prima volta da Florentino Ameghino nel 1897, sulla base di fossili ritrovati in Patagonia (Argentina) in terreni dell'Oligocene superiore. Successivamente sono stati ritrovati altri fossili ascritti a questa specie provenienti da Bolivia e Uruguay, a testimonianza dell'ampia diffusione e del successo di questo grande carnivoro. 
Proborhyaena è il genere eponimo della famiglia Proborhyaenidae, comprendente anche forme più piccole come Callistoe e Arminiheringia; questi animali appartenevano agli sparassodonti, un gruppo di mammiferi metateri affini ai marsupiali che in Sudamerica occuparono le nicchie ecologiche tipiche di altri gruppi di mammiferi carnivori negli altri continenti. Proborhyaena potrebbe essere il più grande metaterio carnivoro mai vissuto.

## Paleobiologia
Questo animale doveva essere un temibile predone che di certo non inseguiva le prede a lungo; probabilmente si nutriva di animali di grande taglia e non particolarmente veloci, come i piroteri. Sia Proborhyaena che numerosi grandi ungulati si estinsero nel corso dell'Oligocene, ed è probabile che questo rapporto predatori-prede fosse influenzato da un cambiamento climatico (Argot, 2004).